# Brunnhaus Fager

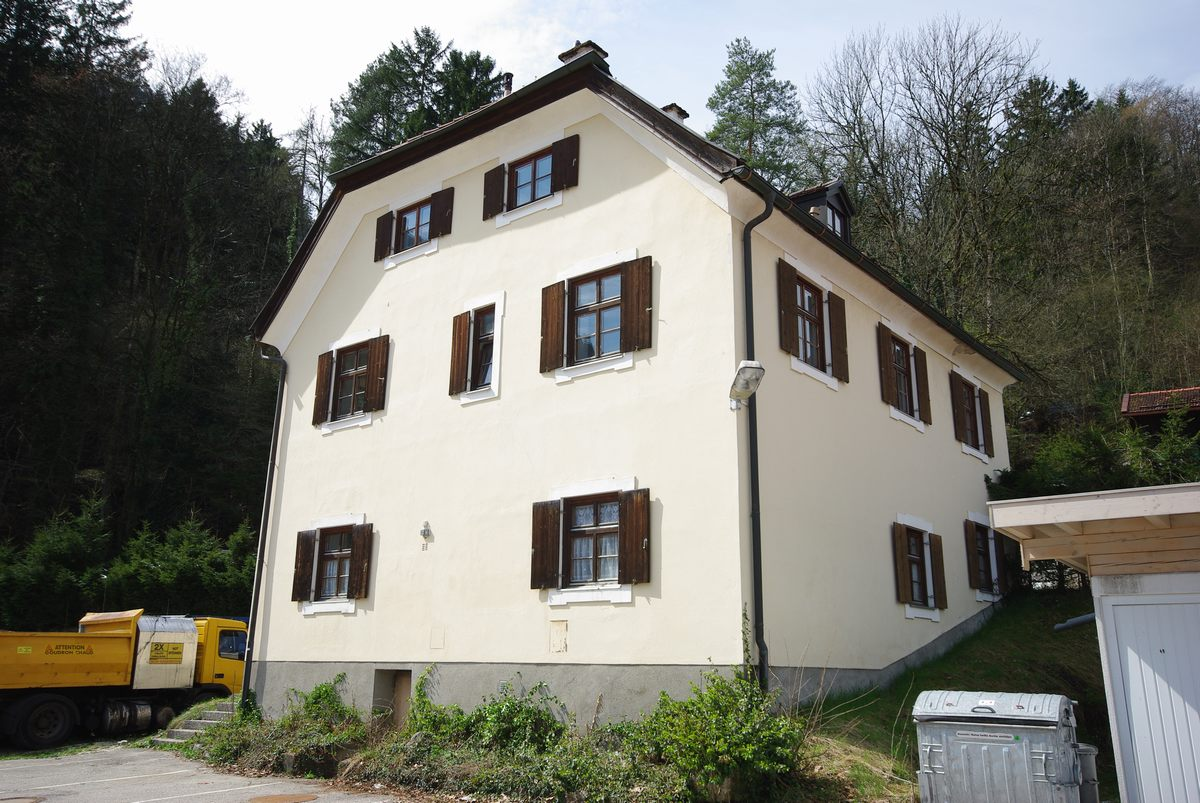
Brunnhaus Fager

Das Brunnhaus Fager ist neben dem Brunnhaus Seebichl eines von zwei noch erhaltenen Brunnhäusern der Soleleitung nach Traunstein in Bad Reichenhall. Zwei weitere Brunnhäuser – Nagling und Grub – befinden sich in Weißbach an der Alpenstraße.
Das Brunnhaus sowie das Nebengebäude auf der gegenüberliegenden Straßenseite stehen unter Denkmalschutz und sind unter der Nummer D-1-72-114-186 in die Bayerische Denkmalliste eingetragen.

## Geschichte
Als bei Ausbesserungsarbeiten in der Saline in Bad Reichenhall eine weitere ergiebige Solequelle entdeckt wurde, wollte man diese nicht ungenutzt lassen. Da zur Salzherstellung durch Versieden jedoch viel Holz als Brennstoff benötigt wurde, konnte man dieses in der Stadt nicht unbegrenzt zur Verfügung stellen. Die Wälder um die Stadt waren bereits abgeholzt und auch das aus den Bayerischen Saalforste mittels Holztrift über die Saalach beschaffte Brennholz reichte für diese Menge an Sole nicht mehr aus. Man beschloss daher, das Wasser über eine Holzleitung zu einer Filialsaline in Traunstein zu transportieren, um es dort zu Salz zu verarbeiten. Am Oberlauf der Traun war genug Holz vorhanden, das sich noch dazu im Besitz der bayerischen Herzöge befand. Zwischen 1617 und 1619 errichteten Hanns Reiffenstuel und sein Sohn Simon die Soleleitung nach Traunstein. Mit einer von Simon Reiffenstuel speziell für diesen Zweck entwickelten Kolbendruckpumpe konnte die Sole einen Höhenunterschied von insgesamt 340 Metern überwinden und floss dann – das natürliche Gefälle nutzend – zum nächsten Brunnhaus bzw. zum Zielort, der Saline in Traunstein.

## Baubeschreibung
Das jetzige Brunnhaus Fager wurde vermutlich im Jahr 1800 im Zuge der Erneuerung der Soleleitung durch Georg von Reichenbach errichtet. Von der historischen Technik, auch von den späteren durch von Reichenbach eingebauten Wassersäulenmaschinen, ist nichts mehr vorhanden. Der Hochbehälter für die Sole ist ebenfalls nicht erhalten. Das Brunnhaus selbst ist ein zweigeschossiger Putzbau mit Halbwalmdach, das Nebengebäude auf der gegenüberliegenden Straßenseite ist in gleicher Art ausgeführt, jedoch nur erdgeschossig.

## Lage
Das Brunnhaus befindet sich an der Alten Thumseestraße, Haus Nummer 46, kurz vor der Einmündung in die Staatsstraße 2101.

## Namensherkunft
Das Brunnhaus ist benannt nach der abgegangenen Burg Vager (oder Fager), die sich oberhalb des Brunnhauses befand.